# Johannisechse
Die Johannisechse (Ablepharus kitaibelii) ist eine Art der Skinke (Scincidae) und gehört hier in die Gattung der Natternaugen-Skinke (Ablepharus). Sie erreicht eine Körperlänge von etwa 10 bis 13,5 Zentimeter und lebt in mehreren Unterarten in Ost- und Südosteuropa.

## Merkmale
Die Johannisechse ist mit 10 bis 13,5 Zentimeter eine sehr kleine Skinkart. Der Körper ist zierlich schlank und lang gestreckt, die Beine sind sehr kurz und der Schwanz relativ dick. Auffällig sind die  verwachsenen Augenlider, die an die Augen einer Natter erinnern und der gesamten Gattung ihren Namen gegeben hat. Der Körper ist oberseits einfarbig metallisch-braun bis olivgrün und besitzt eine dunkle Sprenkelung, die Längsstreifen auf dem Körper bildet. Die Seiten sind dunkelbraun, der Bauch gräulich.

## Verbreitung und Lebensraum

Verbreitungsgebiet der Johannisechse

Die Nominatform der Johannisechse Ablepharus kitaibelii kitaibelii ist auf dem gesamten Peloponnes sowie auf den Kykladen und den südlichen Sporaden verbreitet. Ablepharus kitaibelii fitzingeri ist aus der Süd-Slowakei und Nord-Ungarn bekannt, Ablepharus kitaibelii stepaneki von der Balkanhalbinsel sowie die Inselform Ablepharus kitaibelii fabichi von einigen Inseln der Ostägäis.
Die Art bevorzugt warme und sonnige Gebiete in den tieferen Höhenlagen und findet sich vor allem auf Wiesen, Trockenrasen in Olivenhainen sowie in vegetationsarmen Laubwäldern.

## Lebensweise
Die Johannisechse ist tagaktiv und versteckt sich während ihrer Aktivitätsphasen vor allem in Laubstreu und unter flachen Steinen. Zur Fortpflanzungszeit legen die Weibchen zwei bis vier Eier in ein Bodengelege, die Jungtiere schlüpfen nach zwei Monaten.